# Ingrid Haringa
Ingrid Roelinda Haringa (Velsen, 11 luglio 1964) è un'ex pistard ed ex pattinatrice di velocità su ghiaccio olandese.

## Biografia

### Pattinaggio
Ingrid Haringa ha iniziato la sua carriera come pattinatrice di velocità. Alla fine degli anni Ottanta era considerata una delle migliori velociste dei Paesi Bassi. Ha vinto quattro medaglie d'oro ai campionati olandesi: nei 500 metri nel 1987 e 1988 e nei 1000 metri nel 1988 e 1989. Ha partecipato come parte della squadra olandese ai Giochi Olimpici Invernali del 1988 a Calgary: lì ha terminato 15° nei 500 metri e 21° nei 1000 metri, mentre ai Campionati del Mondo Sprint nel 1989 è arrivata quarta. Successivamente la sua carriera si è spostata di più verso il ciclismo.

#### Record personali
I record personali di Ingrid Haringa sono:
- 500 m - 40.61 (1988)
- 1000 m - 1:21.41 (1989)
- 1500 m - 2:10.56 (1987)
- 3000 m - 4:43.62 (1990)
- 5000 m - 8:21.8 (1983)

### Ciclismo
Nel 1991 ha debuttato ai Campionati del mondo di ciclismo su pista UCI di Stoccarda. Lì ha gareggiato nell'inseguimento a squadre, nello sprint e nella corsa a punti. È riuscita a diventare campionessa del mondo nelle ultime due discipline al primo tentativo e successivamente a difendere il suo titolo mondiale nella corsa a punti per tre anni consecutivi. Alle Olimpiadi estive del 1992 a Barcellona ha vinto una medaglia di bronzo nello sprint. Le sue prestazioni alle Olimpiadi estive del 1996 ad Atlanta furono ancora migliori, in quanto riuscì a vincere l'argento nella corsa a punti ed un altro bronzo nello sprint. Nel 1996 ha gareggiato anche nella corsa su strada, pur essendo una velocista su pista; tuttavia, non ha terminato la gara.
Grazie alle sue esibizioni su pista, è stata nominata sportiva olandese dell'anno nel 1991 e nel 1996.

### Fine carriera
Nel 1998 è tornata sulla pista di pattinaggio, tuttavia solamente come allenatrice di Gianni Romme e Bob de Jong. Nonostante ciò, dopo una stagione Haringa è stata sostituita dall'americano Peter Mueller.